# 米約薩塔
米約薩塔（挪威語：Mjøstårnet）是位於挪威布魯蒙達爾的18層混合用途建築，於2019年3月完工。它是世界上最高的木結構建築物，高85.4米。Mjøstårnet翻譯為“米约萨湖的塔”，以毗鄰的挪威最大湖泊米约萨湖命名。
米約薩塔的總建築面積約為11,300平方公尺，建築包括酒店、公寓、辦公室、餐廳和公共區域，並在毗鄰的一樓延伸區設有一個游泳館，約4700平方米的面積，也是用木頭建造的。

## 圖片集

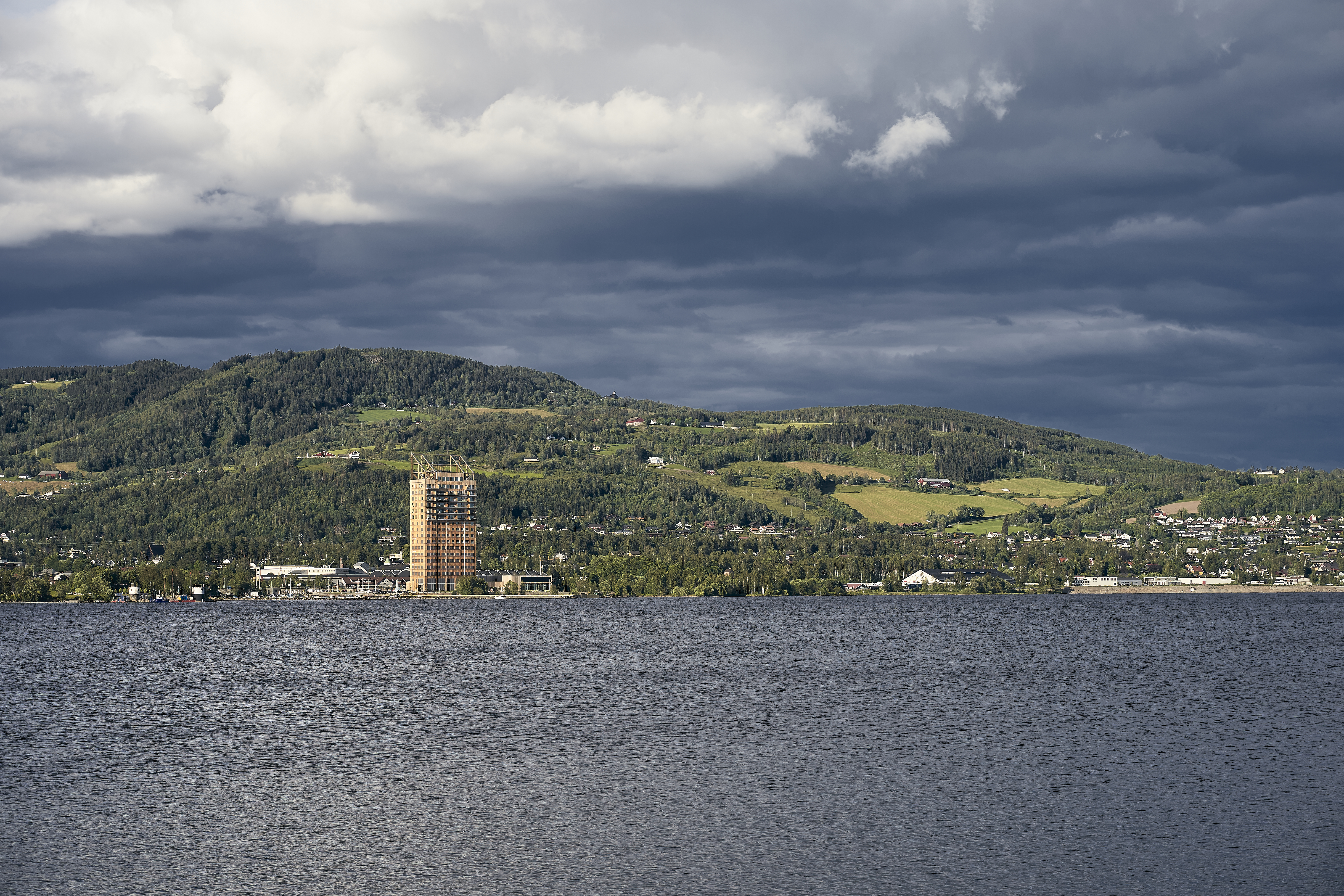
位於米约萨湖畔的米約薩塔（2019年）
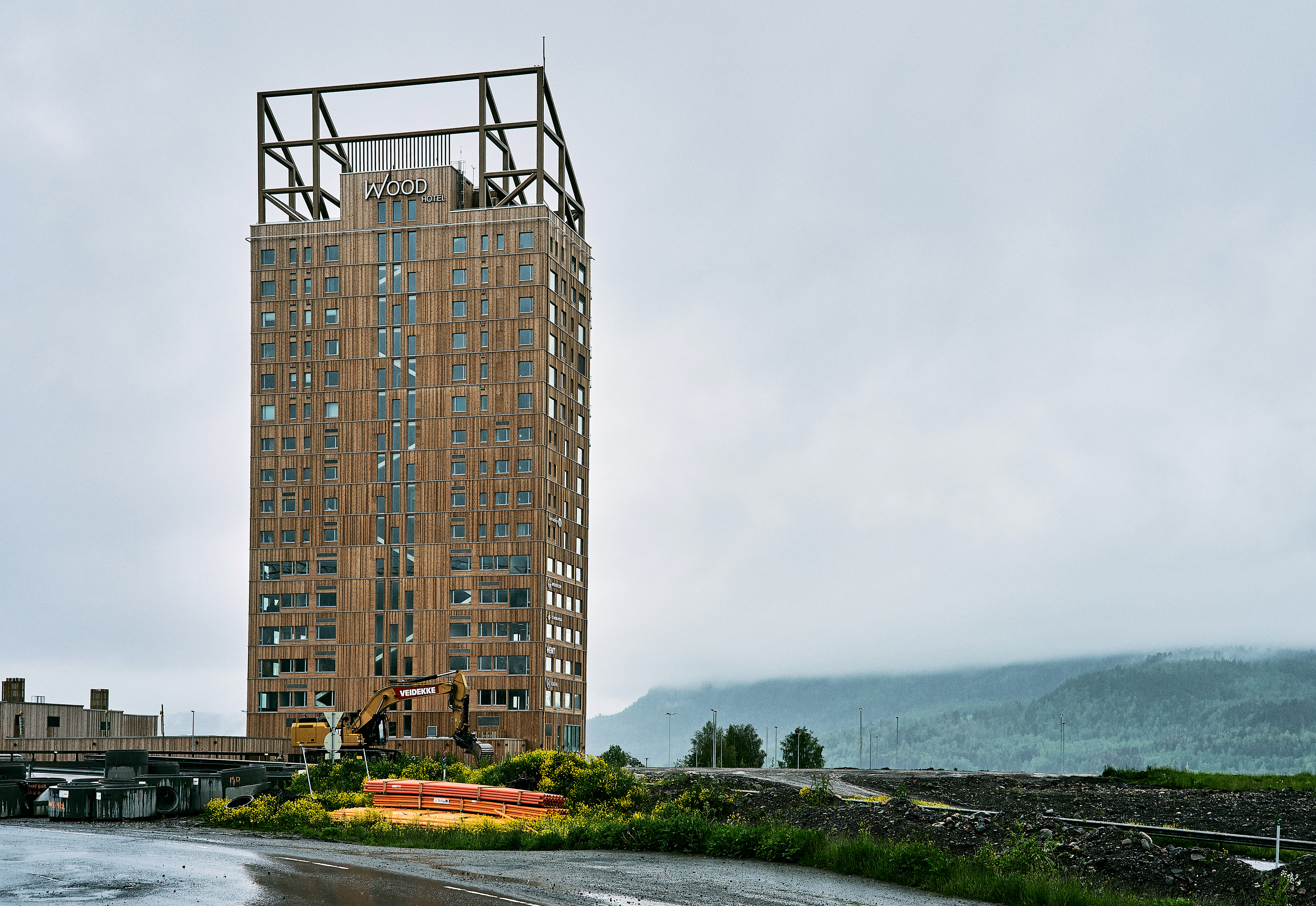

## 外部連結
- 世界上最高的木结构建筑Mjøstårnet 在挪威建成- Metsä Wood （页面存档备份，存于）

60°52′38″N 10°55′51″E / 60.8772918°N 10.930918°E